# Denis Auroux

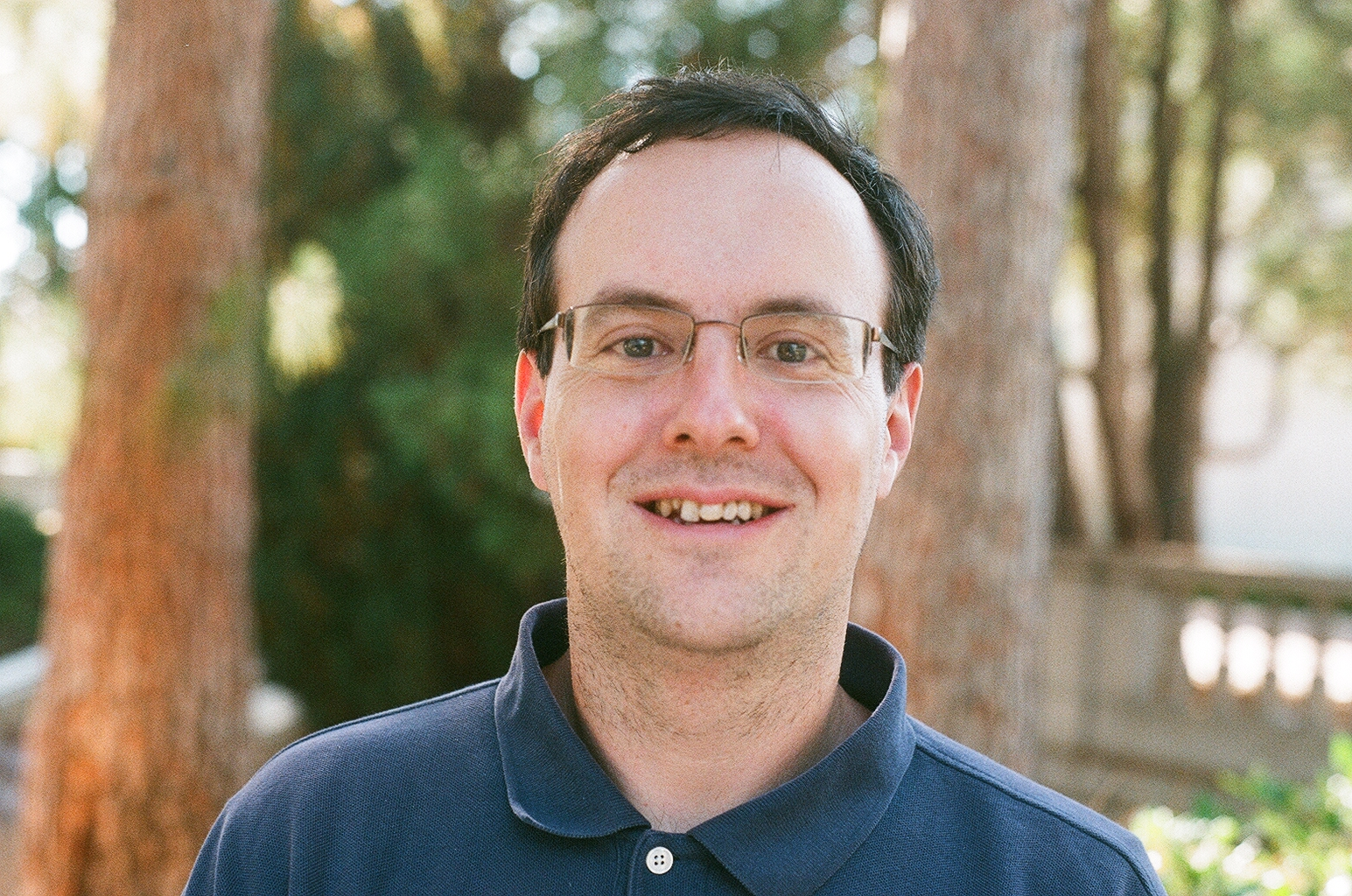
Denis Auroux, Berkeley 2010

Denis Auroux (* April 1977 in Lyon) ist ein französischer Mathematiker.
Auroux studierte ab 1993 an der École Normale Superieure und erwarb 1994 Lizenziat und Maitrise in Mathematik an der Universität Paris VII (1995 auch das Lizenziat in Physik an der Universität Paris VI) und 1995 die Agrégation. 1995 erhielt er sein Diplom in Mathematik an der Universität Paris-Süd (Seiberg-Witten invariants of symplectic manifolds), 1999 promovierte er an der École polytechnique bei Jean-Pierre Bourguignon und Michail Gromov (Structure theorems for compact symplectic manifolds via almost-complex techniques) und 2003 habilitierte er sich an der Universität Paris-Süd (Approximately holomorphic techniques and monodromy invariants in symplectic topology). Als Post-Doktorand war er von 1999 bis 2002 Moore-Instructor am Massachusetts Institute of Technology, an dem er 2002 Assistant Professor, 2004 Associate Professor und 2009 Professor wurde (2009 bis 2011 beurlaubt). Von 2009 bis 2018 war er Professor an der University of California, Berkeley. Seit 2018 ist er an der Harvard University.
Er befasst sich mit Symplektischer Geometrie, niedrigdimensionaler Topologie und Spiegelsymmetrie (Mirror Symmetry) in der Algebraischen Geometrie.
2002 erhielt er den Prix Peccot des Collège de France. 2005 war er Sloan Fellow. 2010 war er Invited Speaker auf dem Internationalen Mathematikerkongress in Hyderabad (Fukaya Categories and bordered Heegaard-Floer Homology) und 2004 auf dem Europäischen Mathematikerkongress in Stockholm.

## Schriften
- Symplectic 4-manifolds as branched coverings of {\displaystyle \mathbb {C} P^{2}},  Inventiones Math. 139 (2000), 551–602.
- mit Ludmil Katzarkov: Branched coverings of  {\displaystyle \mathbb {C} P^{2}} and invariants of symplectic 4-manifolds, Inventiones Math. 142 (2000), 631–673.
- mit Simon Donaldson, Katzarkov: Singular Lefschetz pencils. Geometry & Topology 9 (2005), S. 1043–1114.
- mit Katzarkov, D. Orlov: Mirror symmetry for del Pezzo surfaces: vanishing cycles and coherent sheaves. Inventiones mathematicae 166 (2006), S. 537–582.
- mit Katzarkov, D. Orlov: Mirror symmetry for weighted projective planes and their noncommutative deformations. Annals of Mathematics (2) 167 (2008), S. 867–943.
- mit Ivan Smith: Lefschetz pencils, branched covers and symplectic invariants. In: Symplectic 4-manifolds and algebraic surfaces (Cetraro, 2003), Lect. Notes in Math. 1938, Springer, 2008, 1–53. Arxiv
- Special Lagrangian fibrations, wall-crossing, and mirror symmetry. In: H. D. Cao, Shing-Tung Yau (Hrsg.) Surveys in Differential Geometry, Vol. 13, Intl. Press, 2009, 1–47.
- Fukaya categories and bordered Heegaard-Floer homology. Proceedings of the International Congress of Mathematicians. Volume II, 917–941, Hindustan Book Agency, New Delhi, 2010.
- A beginners introduction to Fukaya categories, Arxiv 2013
- mit Mohammed Abouzaid, A. Efimov, L. Katzarkov, D. Orlov: Homological mirror symmetry for punctured spheres. J. Amer. Math. Soc. 26 (2013), no. 4, 1051–1083.